# لوئی بروکیه
لوئی بروکیه (به فرانسوی: Louis Brauquier) نویسنده و شاعر قرن بیستم میلادی اهل فرانسه بود.